# Ukraine International Airlines
Ukraine International Airlines (Oekraïens: Міжнародні Авіалінії України, Mizjnarodni Avialiniji Oekrajiny) is een Oekraïense luchtvaartmaatschappij met thuisbasis in Kiev.

## Geschiedenis
Ukraine International Airlines werd opgericht in 1992 als Air Ukraine International. Austrian Airlines heeft een belang van 49% in deze luchtvaartmaatschappij. In 1994 werd de huidige naam ingevoerd.

## Vloot
De vloot van Ukraine International Airlines bestond op 9 januari 2020 uit de volgende toestellen:
- 5 Embraer E190
- 2 Boeing 737-300
- 4 Boeing 737-500
- 21 Boeing 737-800
- 4 Boeing 737-900
- 4 Boeing 767-300ER

## Ongeluk
Op 8 januari 2020 werd Ukraine International Airlines-vlucht 752 kort na het opstijgen van Internationale luchthaven Imam Khomeini neergehaald door het Iraanse leger. Alle 176 inzittenden van de Boeing 737-800 kwamen om. 